# Kathryn Salfelder
Kathryn Salfelder (1987) is een Amerikaans componiste, dirigent, pianiste en marimbabespeelster.

## Levensloop
Salfelder studeerde bij Michael Gandolfi aan het New England Conservatory in Boston (Massachusetts), waar zij haar Bachelor of Music in compositie behaalde. Tegenwoordig studeert zij bij Aaron Jay Kernis aan de Yale School of Music in New Haven, om met haar Master of Music af te sluiten. Verder studeerde zij bij Larry Hochman orkestratie. In 2009 werd zij met de Donald Martino Award voor "Excellentie in compositie" en met de George Chadwick Medal, de hoogste onderscheiding van NEC voor "undergraduate students".
Verdere prijzen en onderscheidingen als componiste zijn American Society of Composers, Authors and Publishers (ASCAP)/College Band Directors National Association (CBDNA) Frederick Fennell Prize, de Ithaca College Walter Beeler Memorial Composition Prize, de US Air Force Colonel Arnold D. Gabriel Award, de Japanese Society of Boston Toru Takemitsu Award en de Encore Grant from the American Composers Forum.
Zij werkte ook als pianiste en geassocieerd dirigent voor het Fiddlehead Theatre Company in Norwood (Massachusetts), maar ook voor het New England Conservatory Wind Ensemble en de Jordan Winds.

## Composities

### Werken voor orkest
- 2009 Dessin nr. 1, voor orkest

### Werken voor harmonieorkest
- 2005 To Venture Into the Realm of the Unknown, voor groot harmonieorkest
- 2007 Cathedrals, voor harmonieorkest[1]

### Werken voor koren
- 2006 Mychal's Prayer, voor gemengd koor, a capella - tekst: Fr. Mychal Judge (O.F.M)
- 2007 Motet nr. 1, voor 3 stemmig gemengd koor
- 2007 Kyrie, voor gemengd koor

### Kamermuziek
- 2001 Trio in G, voor dwarsfluit, klarinet en fagot
- 2002 Cacophony’s Surprise, voor sopraansaxofoon, altsaxofoon, baritonsaxofoon en slagwerk
- 2002 Flight of the Phoenix, voor viool, cello en piano
- 2006 Three Fanfares, voor koperkwintet 
  1. Capriccioso
  2. Resoluto e cantabile
  3. Con Spirito
- 2008 Laudate Dominum in Tympanis, van Giovanni Pierluigi da Palestrina bewerkt voor groot koperensemble (6 trompetten en 6 trombones)

### Werken voor piano
- 2000 The Tempest
- 2003 Fugue and Postlude
- 2005 Two Etudes

### Werken voor slagwerk
- 2006 Permutations and Iterations, voor slagwerk duet